# Adrian Zeljković
Adrian Zeljković (* 19. srpna 2002 Žalec) je slovinský profesionální fotbalista, který hraje na pozici defensivního záložníka za český klub FC Viktoria Plzeň a za slovinský národní tým.

## Klubová kariéra
Zeljković začal hrát fotbal v rodném Žaleci. Poté hrál za mládežnické týmy několika slovinských fotbalových klubů, včetně Mariboru, Celje a Olimpije Lublaň. Svůj debut v profesionálním fotbale si odbyl 3. listopadu 2020 v dresu Olimpije Lublaň, kdy nastoupil do utkání slovinské první ligy proti ND Gorica. V Olimpiji nastoupil do 4 soutěžních utkání.
V létě 2021 přestoupil do jiného slovinského klubu, a to do Taboru Sežana. Do základní sestavy se probojoval až v průběhu sezony 2022/23, v níž patřil mezi klíčové hráče klubu a pomohl ke konečné 10. příčce.

### Spartak Trnava
Zeljković přestoupil v červenci 2023 do slovenského klubu Spartaku Trnava, se kterým podepsal čtyřletou smlouvu. Svůj debut si odbyl 27. července, kdy nastoupil do svého prvního utkání v pohárové Evropě, odehrál druhý poločas druhého předkola Konferenční ligy proti FK Auda. Se slovenským klubem postoupil až do základní skupiny, jako stabilní hráč základní skupiny pomohl ke konečné třetí příčce v lize a k postupu do finále slovenského poháru a odměnou mu byla nominace na závěrečný turnaj EURO 2024. Dohromady v sezoně 2023/24 nastoupil do 45 soutěžních utkání, v nichž vstřelil 5 branek.
Zeljković patřil ke klíčovým hráčům Spartaku Trnava i v následující sezoně. V prosinci 2024 získal ocenění pro nejlepšího hráče klubu za kalendářní rok. Dne 1. května 2025 vyhrál se Spartakem Trnava slovenský pohár, když ve finále porazili 1:0 Ružomberok.

### Viktoria Plzeň
V létě 2025 přestoupil Zeljković za částku okolo 1,5 milionů euro do Viktorie Plzeň. V českém klubu podepsal čtyřletou smlouvu.

## Reprezentační kariéra
Zeljković od roku 2019 reprezentuje Slovinsko v mládežnických kategoriích.
Za seniorský tým debutoval v lednu 2024 v přátelském utkání proti Spojeným státům. V létě 2024 byl nominován na závěrečný turnaj EURO 2024, kde však ale neodehrál ani minutu. V červnu 2025 si zahrál na Mistrovství Evropy do 21 let.